# Candelaria (Hiszpania)

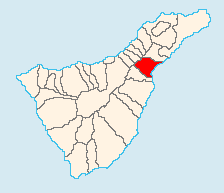
Lokalizacja Candelarii

Candelaria – miasto i gmina w Hiszpanii, na Teneryfie (Wyspy Kanaryjskie). Gmina liczy 25140 mieszkańców.
W Candelariai znajduje się posąg Matki Bożej (Matki Bożej z Candelarii, Virgen de la Candelaria), patronki Wysp Kanaryjskich, który jest celem pielgrzymek katolickich. 2 lutego i 15 sierpnia odbywają się największe pielgrzymki na całym archipelagu.
Po podboju wyspy wybudowano kilka świątyń na cześć Czarnej Madonny. W 1959 roku ukończono budowę Bazyliki Matki Bożej w Candelarii, która może pomieścić ponad 5000 osób. Świątynia ta została uznana za bazyliką mniejszą w dniu 24 stycznia 2011 roku przez papieża Benedykta XVI.
Candelaria jest obecnie ważnym miejscem turystycznym Teneryfy i głównym centrum pielgrzymkowe na Wyspach Kanaryjskich.

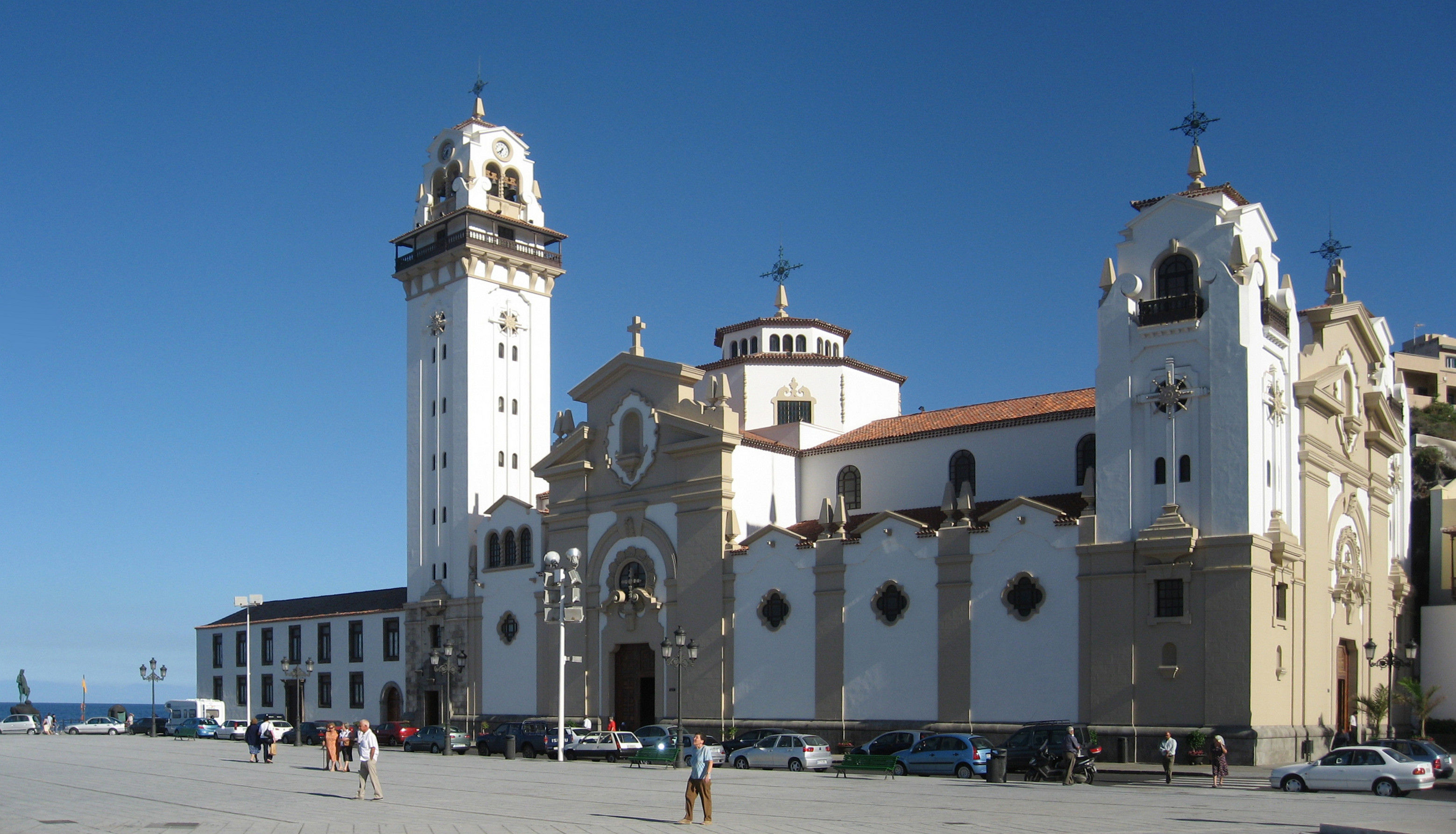
Bazylika Matki Bożej w Candelarii
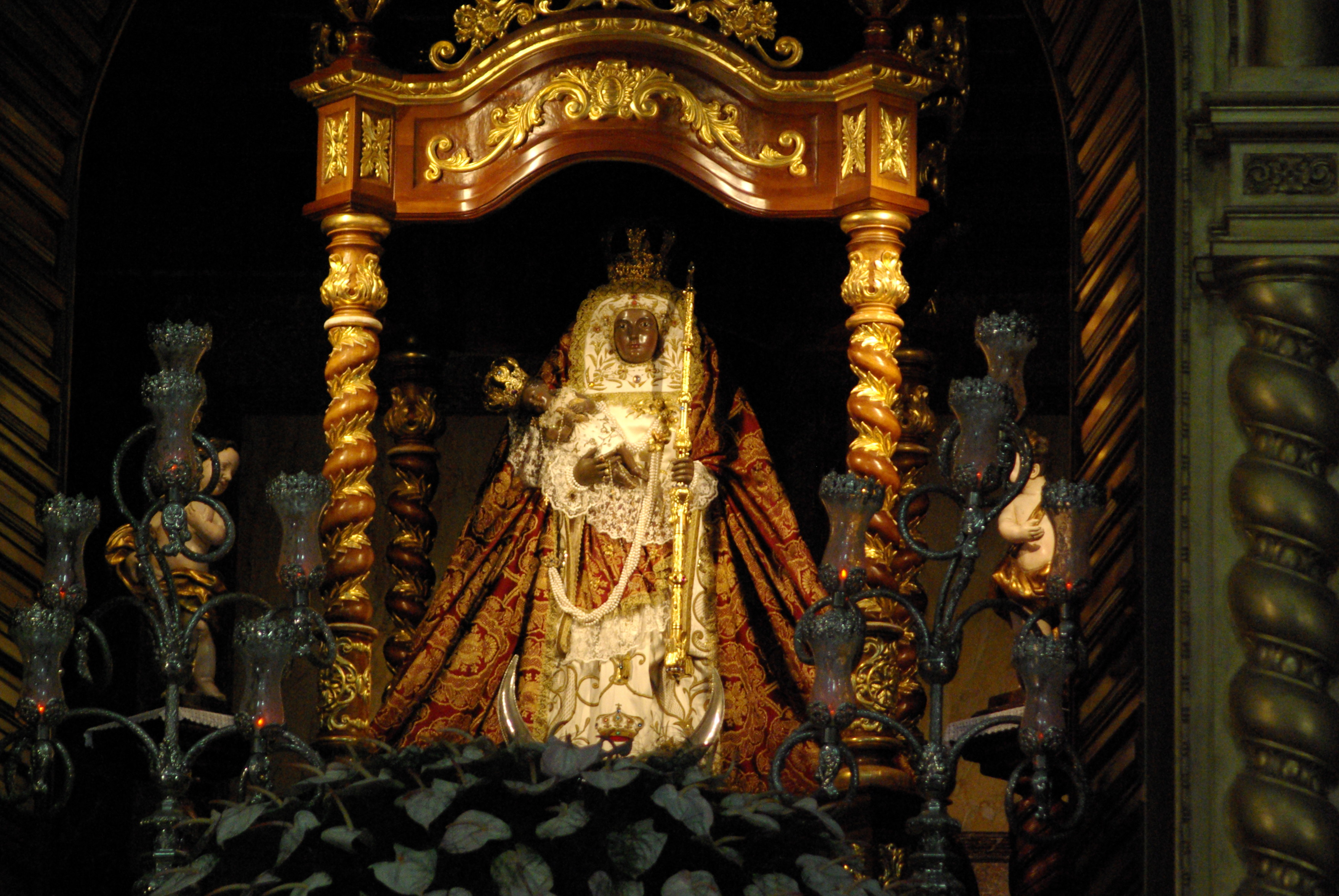
Posąg Matki Bożej z Candelarii, patronki Wysp Kanaryjskich